# Ban Hat Ta Khane
 (août 2022).
Ban Hat Ta Khane est un village du Laos situé dans la province de Luang Prabang, dans le district de Ngoy.